# وديان عنزة
وديان شمال المملكة العربية السعودية هي مجموعة من الأودية الكبيرة التي تقع في شمال المملكة العربية السعودية مع الحدود العراقية، تسكنها قبيلة الدهامشه أحد فروع قبائل عنزة وسابقا كانت تعرف بوديان مهنا عندما كانت أحد أراضي شمر عند رحيل العمارات من عنزه بقياده الهذال استولى الهذال علي جنوب العراق بعد صراع مع شمر وهو مصب هذه الوديان وبعد سنوات طويله رحلت قبيله الدهامشه من نجد ودخلت في صراع مع ابن مهنا أمير هذه المنطقة المسماة على اسمه وهو أحد شيوخ شمر من الجعفر من عبده وانتهى هذا الصراع بإستيلاء الدهامشه على وديان مهنا والذي عرفت بعد انتصارهم بوديان عنزه وهي أودية قديمة سميت بأسماء مواقعها.

## منبعها
منبع هذه الوديان أو بدايتها من مرتفعات الهضبة المسماة (هضبة الحجرة) بالسعودية.

## مصبّها
مصب هذه الوديان أو نهايتها داخل الحدود العراقية منها في فيضة الأديان ومنها بالقرب من كربلاء.

## مجمعها
منها يجتمع في عرعر وهي مدينة تقع في شمال السعودية، ووديان أخرى تجتمع داخل الحدود السعودية العراقية.

## أسماء الاودية
- وادي تبل.
- وادي المراء.
- وادي الأبيّض.
- وادي أحامر.
- وادي عرعر.
- وادي أبا القور.
- وادي بدنه.
- وادي أبا الرواث.
- وادي الخر.
- الشاظي
- البريت
- العويصي
- الحماد